# Лома-Віста (Техас)
Лома-Віста (англ. Loma Vista) — переписна місцевість (CDP) в США, в окрузі Старр штату Техас. Населення — 117 осіб (2020).

## Географія
Лома-Віста розташована за координатами 26°25′1″ пн. ш. 98°58′53″ зх. д. / 26.41694° пн. ш. 98.98139° зх. д. (26.416872, -98.981412).  За даними Бюро перепису населення США в 2010 році переписна місцевість мала площу 0,03 км², уся площа — суходіл.

## Демографія
Згідно з переписом 2010 року, у переписній місцевості мешкало 160 осіб у 41 домогосподарстві у складі 33 родин. Густота населення становила 4689 осіб/км².  Було 47 помешкань (1377/км²).
Расовий склад населення:
| - 100,0 % — білих |

До двох чи більше рас належало 0,0 %. Частка іспаномовних становила 100,0 % від усіх жителів.
За віковим діапазоном населення розподілялося таким чином: 33,1 % — особи молодші 18 років, 56,3 % — особи у віці 18—64 років, 10,6 % — особи у віці 65 років та старші. Медіана віку мешканця становила 29,0 року. На 100 осіб жіночої статі у переписній місцевості припадало 113,3 чоловіків;  на 100 жінок у віці від 18 років та старших — 94,5 чоловіків також старших 18 років.
Середній дохід на одне домашнє господарство  становив 46 148 доларів США (медіана — 41 429), а середній дохід на одну сім'ю — 46 148 доларів (медіана — 41 429). 
Цивільне працевлаштоване населення становило 38 осіб. Основні галузі зайнятості: освіта, охорона здоров'я та соціальна допомога — 65,8 %, публічна адміністрація — 34,2 %.